# Stauweiher Kupferbach

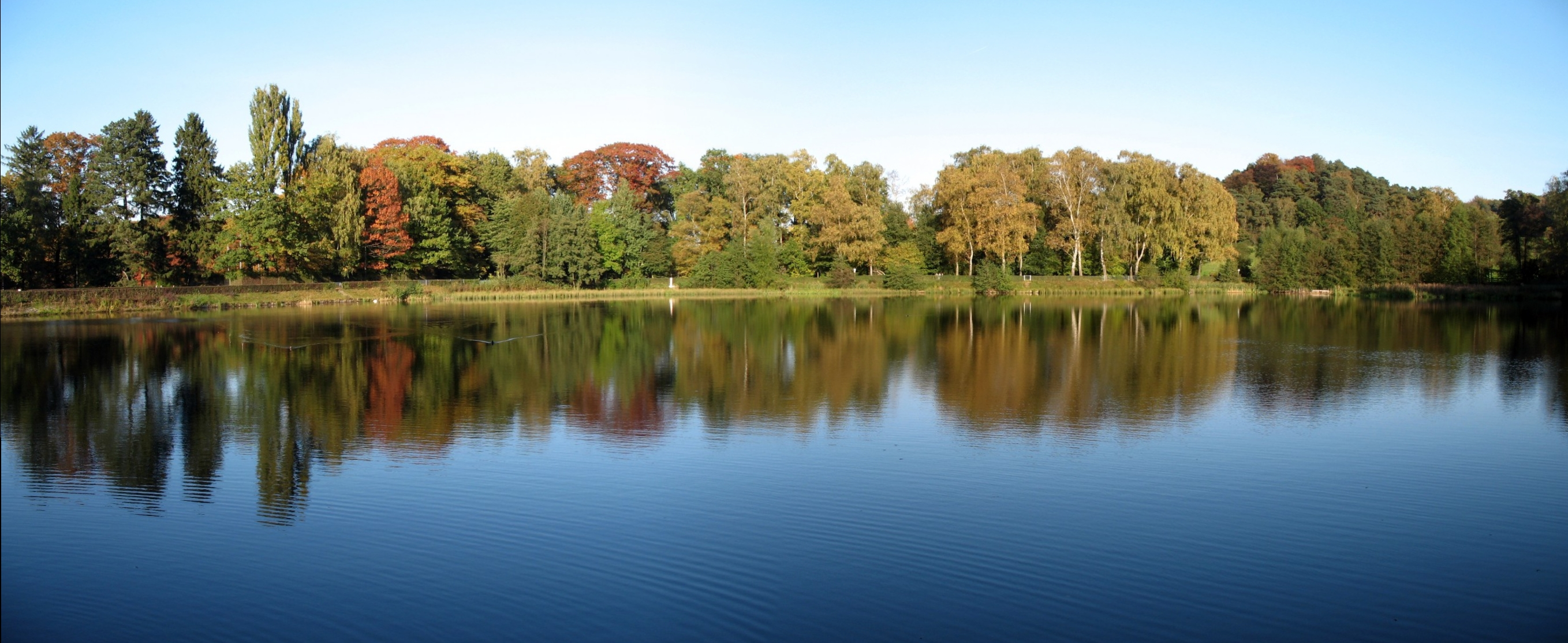
Stauanlage (Ausschnitt)
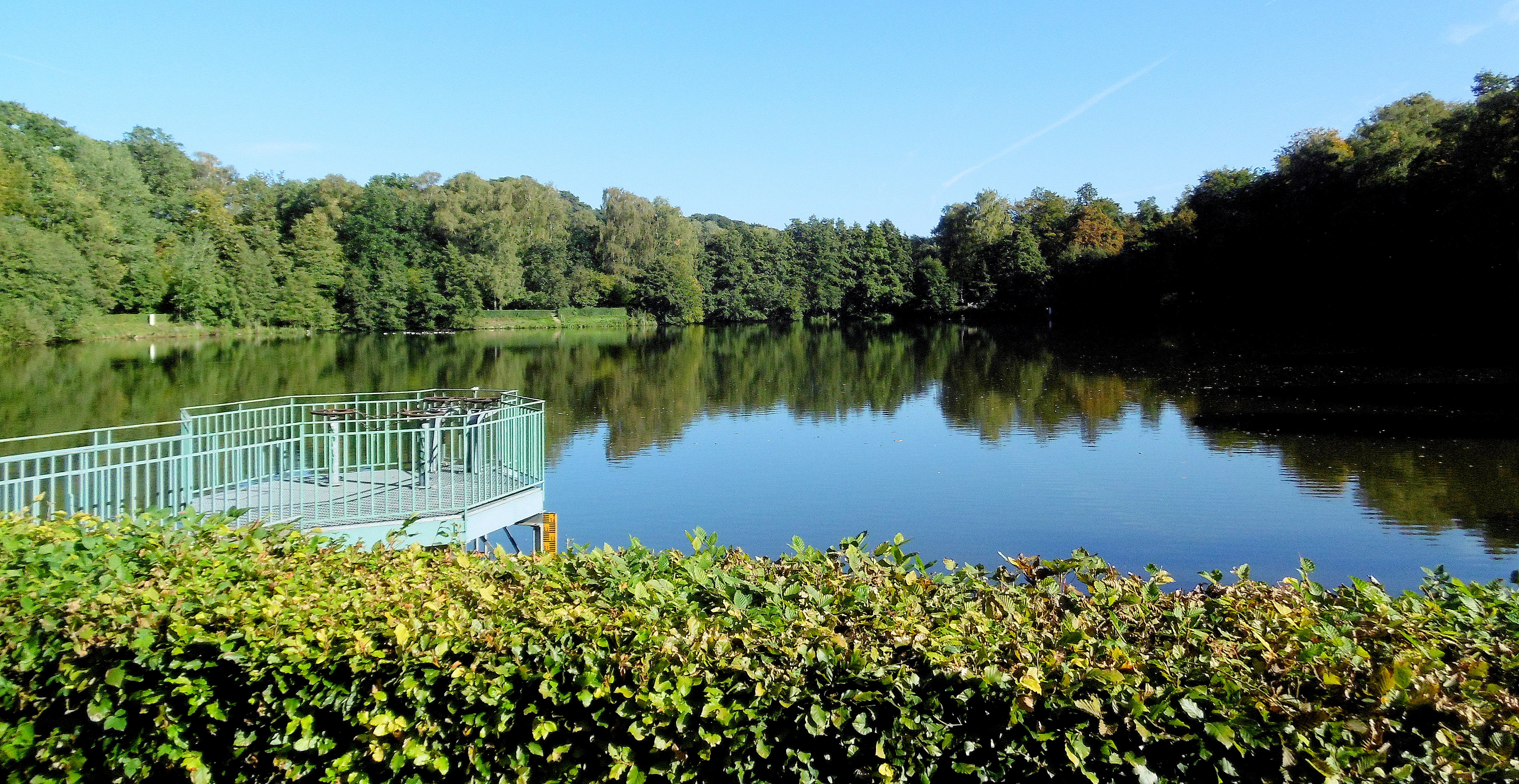
Blick Richtung Osten

Der Stauweiher Kupferbach ist ein Stillgewässer in Aachen. Er entstand zeitlich wie die Stauanlage Diepenbenden etwa um 1930 und ist bis zu 7 m tief. Sein Volumen beträgt 99.000 m³ und seine Fläche etwa 3 Hektar.
Die Stauanlage befindet sich südlich des Aachener Waldstadions am Rande des Aachener Waldes. Er liegt in einem geschützten Kulturlandschaftsbereich, zu dem auch die Umgebung des angrenzenden Waldstadions sowie das sich östlich befindende Gut Waldhausen mit seinen Wiesenflächen gehört. Der Stausee wird gespeist vom Kupferbach, einem Nebengewässer der Wurm, der mit drei Quellen im Bereich Pionierquelle/Pommerotterweg entspringt. Von 2003 bis 2005 wurden das Staubecken und die Staumauer grundlegend saniert.
Bereits seit dem Jahr 1965 pachtete der Verein ASV Forelle den Stauweiher. Nach der Sanierung wurde er im Frühjahr 2006 mit laichfähigen Fischen neu besetzt. Zu den im See vorkommenden Fischarten gehören vor allem Karpfen, Brachse, Hecht, Graskarpfen, Schleie, Rotauge, Rotfeder, Brasse, Barsch, Karausche und Zander sowie seit Herbst 2007 Edelkrebse ausgesetzt.
Am Rande der Gewässeranlage wurde zum Zwecke der Naherholung ein Spielplatz mit Grillplätzen eingerichtet, nachdem bereits in den Anfangsjahren dort ein Restaurantbetrieb ansässig war.